# 핀란드 정교회
핀란드 정교회(핀란드어: Suomen ortodoksinen kirkko)는 콘스탄티노폴리스 총대주교청 산하 동방 정교회 자치 관구 대교구이다. 핀란드 복음 루터교회와 더불어 국교회로서 법적 지위를 갖고 있다.
카렐리야의 중세 노브고로드 선교 활동에 기원을 둔 핀란드 정교회는 1923년까지 러시아 정교회의 지체였다. 오늘날에는 3개의 교구와 핀란드 전체 인구의 1.1퍼센트인 58,000명의 신자를 갖고 있다. 헬싱키에 가장 많은 신자가 있다.

## 역사
핀란드에 기독교 신앙이 전해진 시기는 늦어도 12세기 초로 보인다. 12세기 이후 핀란드에서 발굴된 가장 초창기 십자가들 중의 일부는 노브고로드와 키예프에서 발견된 십자가와 그 모양이 유사하다. 동방에서 온 정교회 신앙은 핀란드 중부 타바스티아인들이 거주한 지역인 타바스티아에까지 이르렀을 것으로 믿어진다.

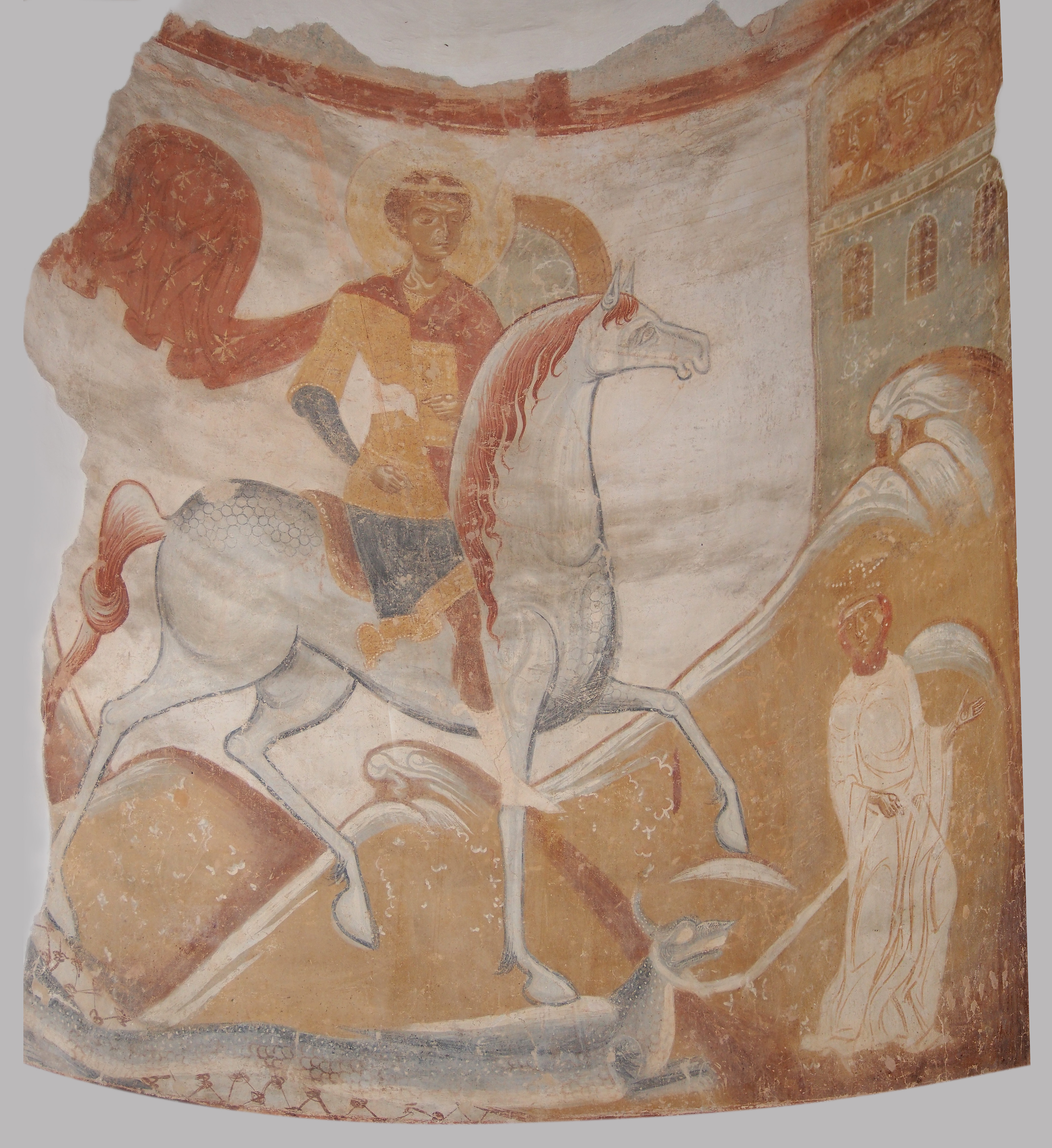
카렐리야인들 거주지의 초기 기독교 미술: 1167년 스타라야라도가 성 요르고스 성당의 프레스코화.

핀란드어에서 기독교 어휘 중 일부 핵심적인 개념은 중세 그리스어에서 따온 초기 러시아어로부터 유래했을 것으로 추정된다. 대표적인 예로 사제(pappi), 십자가(risti), 성경(raamattu)이 있다. 이 가설은 의심 없이 받아들여지고 있다.

### 가톨릭교회와 정교회의 충돌
13세기 중엽 스웨덴과 노브고로드 두 나라가 자기 영토를 확장하면서 충돌하게 되었는데, 이는 곧 그들이 믿었던 로마 가톨릭교회와 동방 정교회 두 교회 간의 충돌로 이어졌다. 두 나라의 최종적인 국경은 1323년 노테부르크 조약 체결로 그어졌다. 이 때 카렐리야는 확실히 노브고로드와 정교회에 양도되었다.

### 카렐리야 수도원

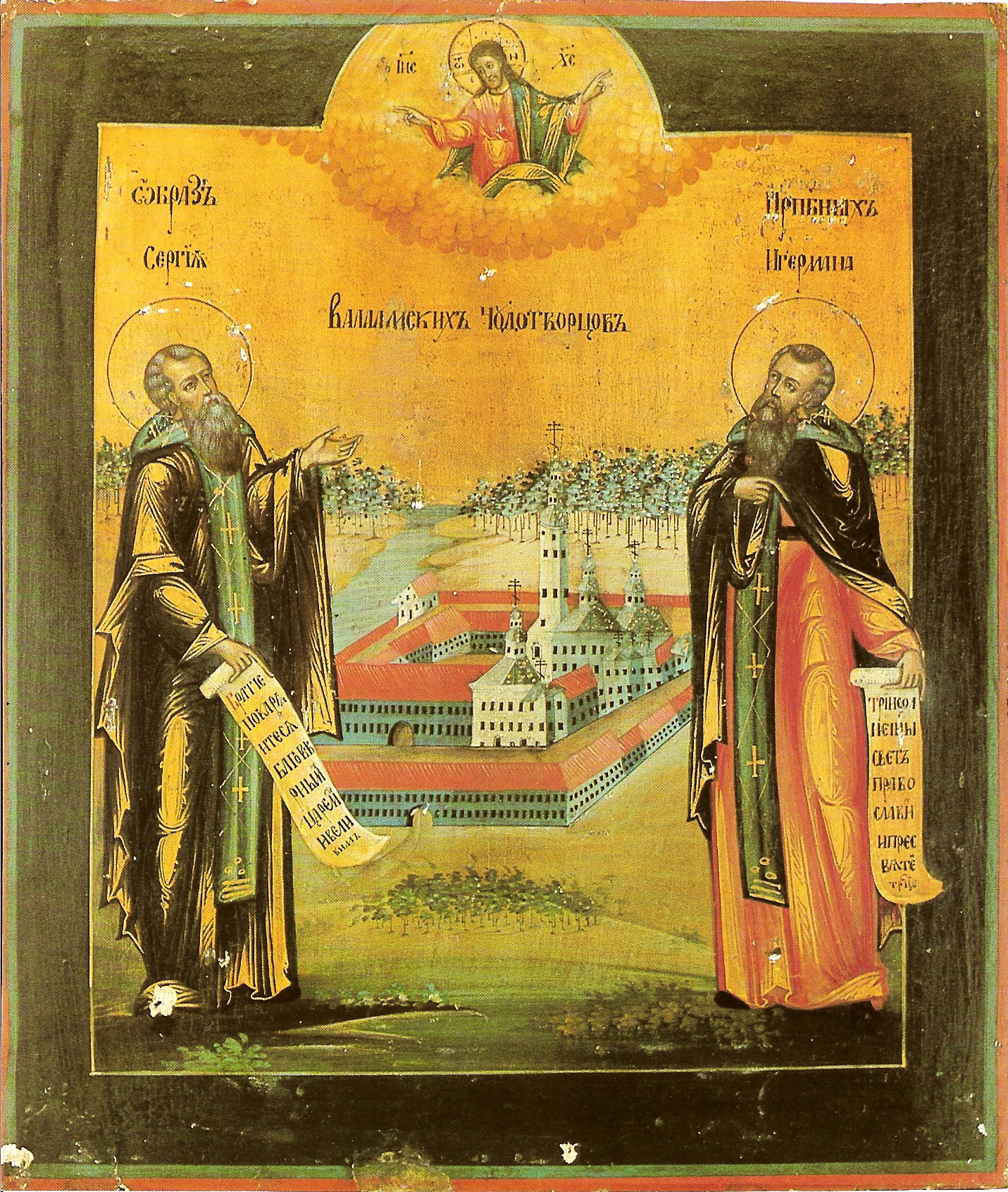
성 세르기오스와 성 헤르만, 발라모 수도원의 옛 대성당을 그린 19세기 이콘

주요 선교 활동은 카렐리야 벌판에 불쑥 세워진 수도원들이 도맡았다. 라도가호에 있는 섬에 세워진 두 수도원은 몇 세기가 지난 후에 유명해졌는데, 바로 발라모 수도원과 코네브스키 수도원이다.
카렐리야와 핀란드 산림은 또한 영성이 충만한 은수자들이 거주하였다. 은수자들의 오두막이나 취락 인근에는 종종 영적 전쟁을 위한 다른 전사들이 자리를 잡았고, 그리하여 새로운 수도원이 세워졌다. 이 중 가장 대표적인 예가 스비르의 성 알렉산데르(1449-1533)이다. 카렐리야인이었던 그는 발라모 수도원에서 13년 동안 영적 전투를 한 후 최종적으로 그곳을 떠나 스비르 강에 수도원을 세웠다.

### 스웨덴의 박해

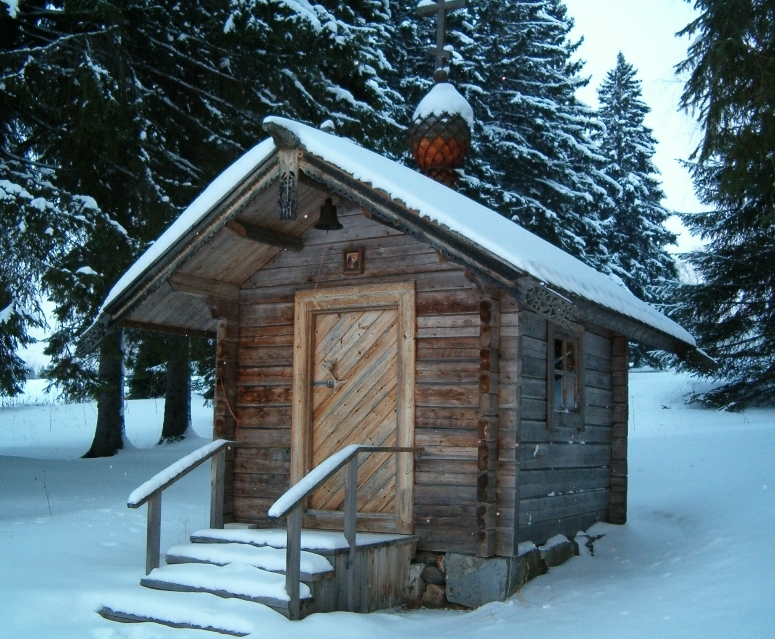
새 발라모 수도원에 세워진 전통적인 카렐리야 양식의 작은 경당.

17세기 유럽에는 개신교 신생 국가들이 가톨릭이나 정교회 신앙을 고수한 나라들을 침략하는 등 종교적 광신주의와 종교 전쟁이 유행하였다. 당시 스웨덴은 강한 군사력을 앞세워 남쪽과 동쪽으로 세력을 뻗어나갔다. 스웨덴군은 카렐리야를 침공해 발라모 수도원과 코네브스키 수도원과 주변 지역을 파괴하고 불태웠다. 미처 대피하지 못한 수사들은 살해당했다. 많은 농민들도 수사들과 같은 운명을 맞았다. 1617년 러시아는 스톨보바 평화 조약을 맺으면서 카렐리야와 잉그리아, 에스토니아, 라트비아를 스웨덴에 양도하였다.
카렐리야인들은 대부분 스스로 핀란드인이 아니라 러시아인이라고 생각했다. 오히려 그들은 핀족을 핀란드어로 스웨덴인을 뜻하는 말(ruotsalaiset)로 불렀다.
스웨덴의 루터교는 정교회 신자들을 개종하려고 시도했다. 그들은 러시아에서 사제들이 오는 것을 허용하지 않아, 종국에는 사제가 한 명도 남지 않게 되었다. 루터교는 스웨덴에서 유일하게 합법적인 종교였던 반면에 정교회는 여러 가지 면에서 불리한 조건을 가졌다. 정교회 인구의 약 3분의 2가 이러한 탄압을 피해 러시아 중부로 피신했다. 이들은 트베리 주의 주민들이 되었다. 스웨덴 정부의 지지 아래 루터교 핀족들이 카렐리야의 버려진 농장들을 차지했다.
핀란드에서 정교회를 믿는 핀족들의 집단 피난은 곧 동방 정교회가 핀란드의 주요 종교가 될 일은 앞으로 없다는 것을 의미했다. 그렇지만 일로만시처럼 핀란드 동부와 카렐리야의 외딴 지역에서는 동방 정교회가 여전히 살아남았다.

### 러시아 정교회와의 재일치
스웨덴의 영토 확장은 1721년 뉘스타드 조약으로 끝난 대북방전쟁과 1743년 오보 조약으로 끝난 러시아-스웨덴 전쟁으로 제동이 걸렸다. 스웨덴은 발트 지방 전체와 핀란드 동부 일부를 러시아에 빼앗겼다.
발라모 수도원은 라도가 호에 재건되었으며, 1719년 새 성당이 축성되었다. 수사들은 1716년 코네브스키 수도원에 돌아왔다. 러시아 정부는 수세기 동안 공개적으로 핀란드 정교회의 활동에 특혜를 주었다. 황제들과 황후들은 전소되거나 철거된 성당들의 재건을 위해 돈을 냈다. 핀란드 동부와 정교회 신자들은 다시 솔로베츠키 수도원 등을 순례할 수 있게 되었다.
1666년~1667년 총대주교 니콘의 교회 개혁을 받아들이지 않은 러시아 정교회 이교 단체인 구파들이 정교회로부터 파문되어 러시아 외곽으로 달아났다. 또한 그들은 핀란드의 외딴 지역으로 이동하여 세 개의 작은 수도원을 세웠다. 그러나 이들 수도원의 활동은 다음 세기 동안 중단되었다.

### 핀란드 대공국

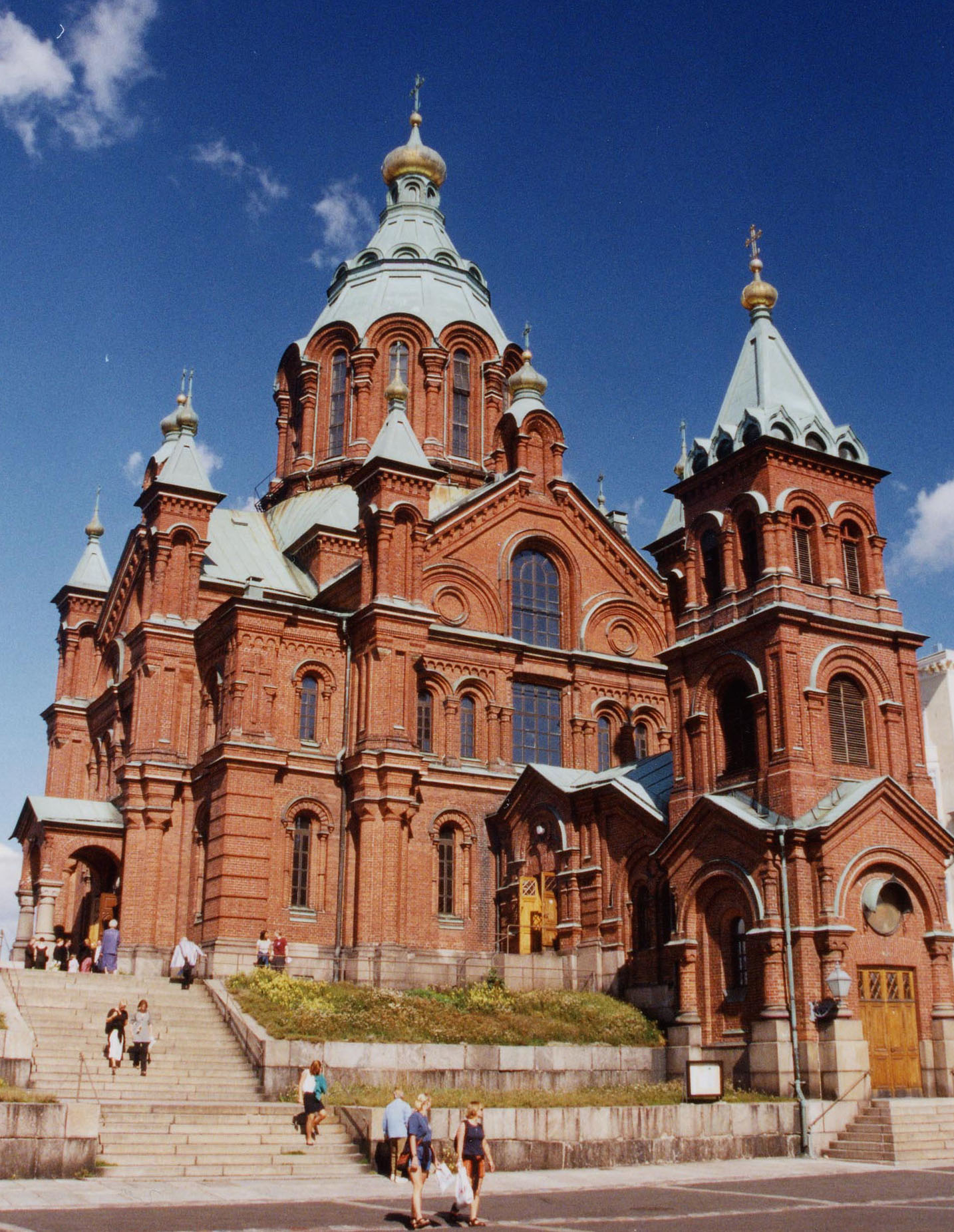
우스펜스키 대성당

1809년 핀란드 전역이 러시아 제국 내 자치 대공국(핀란드 대공국)이 되었을 때는 이미 루터교가 세워진 후였다. 동방 정교회 또한 핀란드에서의 법적 지위를 인정받았다. 핀족이 일반적으로 대공국의 헌법으로 여겼던 옛 스웨덴 헌법에는 군주가 개신교 신자여야 한다고 명시되어 있으나, 정교회 황제에 관해서 눈감아 주었다.
19세기 말 러시아가 핀란드의 자치권을 철회하려고 하자 핀란드 루터교인들은 정교회를 러시아 황제의 통치와 결부시켜 ‘러시아 교회’(ryssän kirkko)라고 부르기 시작했다. 두 교파 간의 커다란 문화적 차이가 지속되었다.
헬싱키, 탐페레, 비보르크, 카렐리야 지협의 마을들처럼 정교회 신앙이 토착이 아닌 지역에는 정교회가 특히 러시아인들과 동일시되었으며, 그들 대부분에는 러시아군이 영구 주둔하고 있었다. 일반적으로 카렐리야 외의 교회 활동은 주둔군 교회를 중심으로 이루어졌다. 또한 러시아 이민자들의 수가 증가했는데, 상인이나 수공업자들이 대부분이었다. 이들은 스웨덴어를 사용하는 중산층과 교류하기 시작했으며, 그리하여 스웨덴어 계통의 핀란드 정교회가 탄생하였다.
19세기는 또한 우스펜스키 대성당을 비롯하여 새로운 성당들이 활발하게 건설된 중요한 시기였다. 러시아 주둔군은 정교회 성당을 필요로 했고, 그리하여 새로운 이주민들이 들어왔다. 대표적인 예가 탐페레와 투르투의 정교회 성당들이다.
카렐리야의 농촌 지역에서는 정교회 신앙이 다소 초대 교회적인 상태로 남아있었기 때문에 신심 면에서 좀 더 오래된 요소가 없잖아있었다. 정교회 신자들의 문맹률은 낮았다. 1900년 당시 핀란드에서 15세 이상의 인구 중 32퍼센트가 문맹이었다. 정교회 신자들은 기초적인 것을 제외하고는 자신들의 신앙에 대해 잘 알지 못했다. 사제들은 대개 핀란드어를 거의 알지 못하는 러시아인들이었다. 카렐리야와 경작지는 가난한 곳이었기 때문에 뛰어난 성직자들이 잘 가려고 하지 않았다. 이 당시 전례 언어는 옛 불가리아어 형태인 교회 슬라브어였다. 전례에 참여할 때, 러시아인들은 그 내용의 일부분을 이해할 수 있었지만, 핀란드어 화자들은 전혀 알아듣지 못했다.
1892년 비보르크를 주교좌 소재지로 한 러시아 정교회 산하 핀란드 교구가 세워졌으며, 초대 주교로 러시아 사람인 안토니가 선출되어 착좌하였다.

### 핀란드 독립국
1917년 핀란드가 러시아로부터의 독립을 선언한지 얼마 지나지 않아서, 핀란드 정교회는 러시아 정교회로부터의 독립을 선언했다. 핀란드의 최초 헌법(1919년)은 핀란드 정교회에 핀란드 루터교와 동등한 지위를 부여했다.
1923년 핀란드 정교회는 러시아 정교회와 완전히 분리되어 콘스탄티노폴리스 총대주교청에 소속된 자치 교회가 되었다. 동시에 그레고리오력을 채택하였다. 독립 후 또다른 개혁으로는 전례 언어를 교회 슬라브어에서 핀란드어로 바꾸고, 대주교좌를 비보르크에서 소르타발라로 옮긴 것이었다.
제2차 세계대전 때까지 핀란드 정교회 신자 대다수는 카렐리야에 거주하였다. 전후 소련에 양도된 지역의 주민들은 다른 지역으로 피난을 떠났다. 발라모 수도원 수사들은 1940년 피난길에 올라 1941년 핀란드의 새 국경에 포함된 헤이내베시에 새 수도원을 세웠다. 나중에는 코네브스키와 페첸가 수도원의 수사들 또한 새 발라모 수도원에 합류했다. 페르보마이스코예 인근의 린투라(오늘날의 오곤키) 수녀원의 수녀들도 피난길에 올라, 1946년 헤이내베시에 새 수녀원을 세웠다.
새로운 본당 네트워크가 형성되었고, 1950년대에 많은 성당이 세워졌다. 소르타발라와 비보르크를 소련에 빼앗긴 후, 관구 대주교좌는 쿠오피오로 이전했으며, 빌푸리에 있던 주교좌는 헬싱키로 이전했다. 세 번째 교구는 1979년 오울루에 설정되었다.
제2차 세계대전 후, 핀란드 정교회 신자 수는 천천히 감소했다. 카렐리야 피난민들은 핀란드의 루터교 주류 사이에 있으면서 자신들의 뿌리를 잃어가고 있었다. 정교회 신자와 루터교 신자가 혼인하는 경우가 흔해졌으며, 아이들은 종종 핀란드의 주류 종교인 루터교에서 세례를 받았다. 그러나 뜻밖에도 1970년대부터 정교회의 영광이 이어졌는데, 신비스럽고 시각적으로 아름다운 전례와 성화(이콘), 루터교보다 좀 더 기독교적이라는 시각이 생기면서 낭만적 운동이 핀란드에서 일어났다. 그리하여 영국의 가톨릭교회와 마찬가지로 핀란드에서는 정교회로 개종하는 것이 거의 유행처럼 번져 신자 수가 증가하기 시작했다.
이와 동시에 카렐리야와 전 핀란드의 관구 대주교 바울로(1960-1987)는 전례에 변화를 주어 평신도가 보다 능동적으로 전례에 참여하고 이해하도록 유도했다. 바울로 대주교는 또한 신자들에게 자주 성체와 성혈을 영하는 것이 중요하다고 강조했다.
2010년대부터 정교회 신자 수와 세례를 받는 신자 수가 감소하기 시작했다. 핀란드 루터교와 비교해봤을 때, 정교회는 냉담자가 루터교 냉담자보다 평균적으로 나이가 좀 더 많고, 성별로는 여성이 더 많다.

## 교계제도

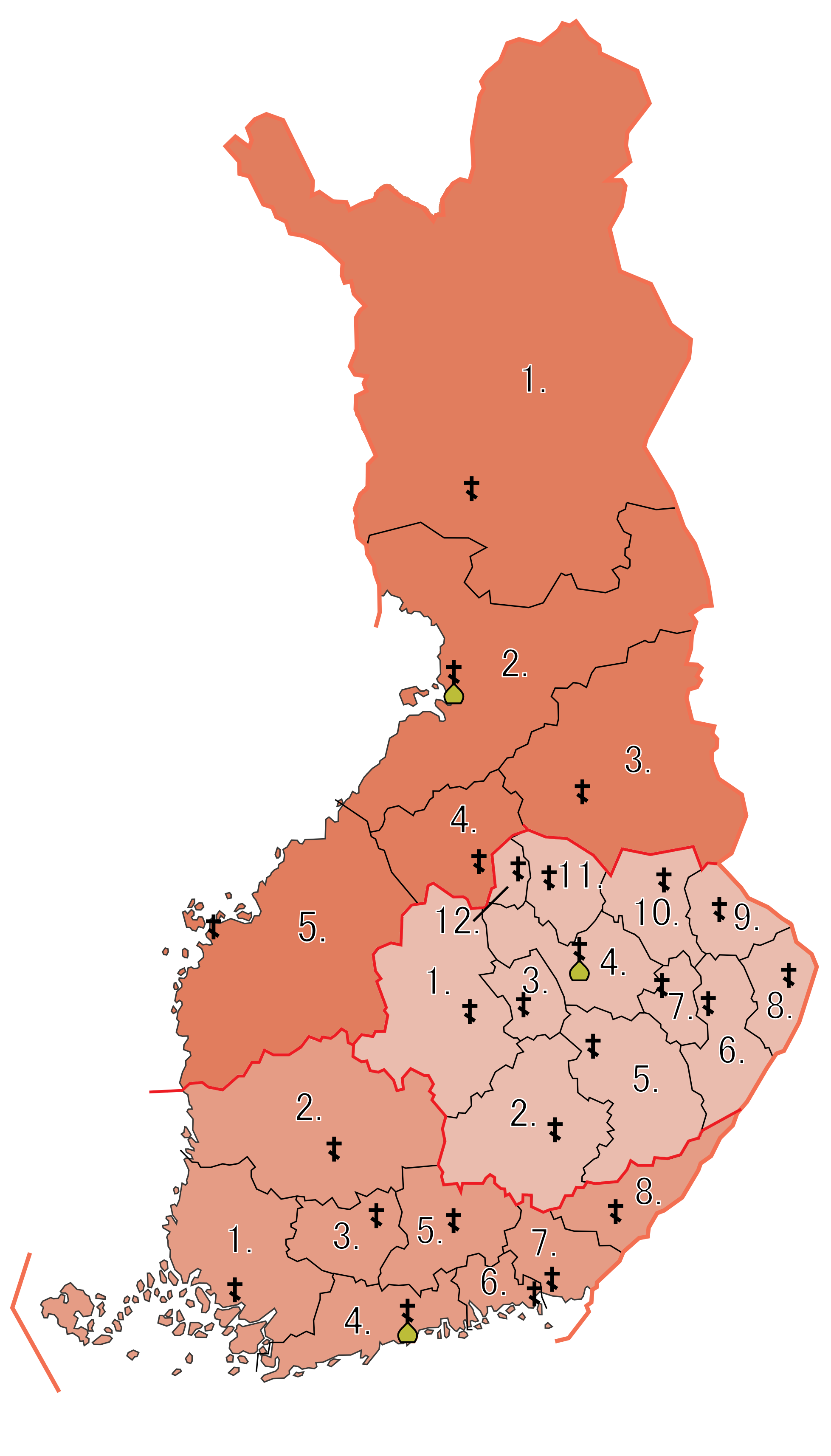
핀란드 정교회의 교구 및 본당들

### 카렐리야 교구
카렐리야와 전 핀란드의 관구 대주교좌는 쿠오피오에 있다. 관구 대주교는 카렐리야 교구 뿐만 아니라 핀란드 정교회의 수장 역할을 맡고 있다.

### 헬싱키 교구
헬싱키 교구에는 28,000명의 신자가 있다. 교구는 50명의 사제와 8개의 본당으로 구성되어 있다. 헬싱키 교구의 대표적인 성당으로는 헬싱키에 있는 우스펜스키 성당이 있다. 헬싱키 교구만이 지니는 특징으로는 최근 핀란드로 오는 이민자들이 많아짐에 따라, 교구 성당들에서는 핀란드어 뿐만 아니라 러시아어와 영어, 그리스어, 루마니어 등도 전례 언어로 사용하고 있다는 점이다.

### 오울루 교구
규모가 가장 작은 오울루 교구에는 5개의 본당만이 있으며, 그 중 가장 큰 성당이 오울루에 있는 성삼위 대성당이다.

## 같이 보기
- 핀란드의 로마 가톨릭교회